# Bertha Tiggers
Alberdina Margaretha (Bertha) Tiggers (Amsterdam, 9 december 1889 - Hilversum, 30 juni 1965) was een Nederlands sopraan en mezzosopraan.

## Familie
Ze was dochter van organist Albertus Antonius Lucovicus Tiggers en onderwijzeres Petronella Johanna Cleypool. Ze is zuster van musicus Piet Tiggers. Ze trouwde zelf met zanger Arend Jonckers. Dochter Hermine Rijnink-Jonckers werd enigszins bekend haikuschrijfster en gedichtenvoordrachtkunstenares rond Overveen. Bertha Jonckers werd gecremeerd op Westerveld.

## Biografie
Van haar opleiding is vooralsnog niets bekend. Ze maakte in 1911 haar debuut (als mej. Bertha Tiggers) in een van de "Historische Orgelvoordrachten" die haar vader gaf in het kerkgebouw van de Remonstrantse gereformeerde gemeente aan de Keizersgracht, waarin ook fluitist Bram Best deel nam. Ze bracht het in 1934 tot een operaconcert (liederen uit opera’s) onder leiding van Jaap Spaanderman en de Arnhemsche Orkest Vereeniging. Haar loopbaan bracht haar in 1939 tot Antwerpen en Brussel, concerten gevuld met het Nederlandse lied vanaf de 16e eeuw.
Ze was bekend als zelfstandig liederen- en operazangeres en zong in oratoria en was dikwijls via de Nederlandse Radio Unie te beluisteren. Daarnaast was de koordirigent in Nieuwer-Amstel ("Amstelveens Vrouwenkoor" en gemengd koor "Con Brio"). Haar laatste dagen bracht ze door als zangpedagoge en repetitor in Hilversum.